# Lala (peintre)
Pour les articles homonymes, voir Lala.
Lala de Cyzique, également orthographié Laya, Iaia et Lalla, est une peintre et sculptrice de l'Antiquité classique originaire de Cyzique. Elle peignait principalement des portraits de femmes.

## Vie
Dans son ouvrage Histoire naturelle, Pline l'Ancien fait mention de six femmes peintres de l'Antiquité, parmi lesquelles Lala, originaire de Cyzique. 
Elle vécut à Rome vers 74 av. J.-C. à l'époque où Varron était un jeune homme. Elle réalisa plus de 700 portraits pour les Hebdomades de Varron. Les œuvres de Lala de Cyzique furent exposées dans les galeries romaines.
Elle utilisait l'ivoire mais également le tissu comme support. Lala est également connue pour être une des premières peintres miniaturistes répertoriées.
Lala de Cyzique ne s'est jamais mariée.

## Postérité

### Peinture
- Michel Corneille le Jeune, Lala de Cyzique cultivant la peinture, Palais de Versailles, 1672

### Littérature
- Giovanni Boccacio consacre un chapitre à Lala de Cyzique dans son ouvrage Sur les femmes célèbres publié en 1374[4].
- Lala de Cyzique est mentionnée dans l'ouvrage "Lala", Cyclopædia of biography, a series of original memoirs of the most distinguished persons of all times, éd. E. Rich, 1854

### Art contemporain
- Lala de Cyzique figure parmi les 1 038 femmes référencées dans l'œuvre d'art contemporain The Dinner Party (1979) de Judy Chicago. Son nom y est associé à Sappho[5],[6].

## Source
- (en) Cet article est partiellement ou en totalité issu de l’article de Wikipédia en anglais intitulé « Lala (painter) » (voir la liste des auteurs).